# 恋わずらいのエリー
『恋わずらいのエリー』（こいわずらいのエリー）は、藤ももによる日本の漫画作品。『デザート』（講談社）で2015年9月号から2020年7月号まで連載。
2018年に第42回講談社漫画賞にノミネートされる。
累計発行部数は210万部を記録し、2024年3月15日に実写映画版が公開された。
映画の公開を記念し、ムービーマンガ『恋わずらいのエリー』が2024年3月1日からLeminoで配信開始。
2024年4月12日に13巻が電子書籍限定で配信開始。タイトルは『恋わずらいのエリー（13）番外編-マリッジブルーのエリー-』となっており、デザート2024年5月号に掲載された番外編と『ひかえめに言っても、これは愛』の第1話が収録されている。

## あらすじ
市村恵莉子は藤高校に通う1年生。「恋わずらいのエリー」というアカウント名で、かっこよくて爽やかな同級生 近江章を相手にした恋模様を妄想しては投稿し、密かに楽しんでいた。しかしある日、彼の裏の顔を知ってしまった上、妄想に溢れた日々のつぶやきを近江章本人に知られてしまう。

## 登場人物
声はドラマCDとムービーマンガの声優、演は実写映画の俳優。

### 主要人物
市村恵莉子（いちむら えりこ）
声 - 小澤亜李、演 - 原菜乃華
本作の主人公。登場時、高校1年生。地味で恋愛ヒエラルキーの下位に属していることを自覚している。近江章をネタにした妄想を「彼氏いません」というハッシュタグとともに投稿していた。
近江章からはエリーと呼ばれている（以降便宜上、「エリー」で表記）。
地味女子ゆえに名前を覚えてもらえず、西村さんなどと間違われる。1年生のクラスでは「忍者レベルで気配を消している」ようで、担任の汐田澄に心配されていた。
自身のことを「16年間妄想の世界で生きてきたよーな喪女で 今も近江くんをオカズに変態ツイートかますやばい奴」と三崎沙羅と友達になる際に打ち明けている。
たびたび妄想・暴走する。
近江章（おうみ あきら）
声 - 岡本信彦、演 - 宮世琉弥
皆の前では「かっこよくて爽やかでいつも笑顔で女の子に紳士的」なキラキラモードで振る舞うが、子供っぽくて口が悪く態度が大きい素の自分をエリーに知られてしまう。
エリーの変態ぶりや妄想・暴走する様子を面白がる。
エリーからはオミくんと呼ばれている（以降「オミ」で表記）。
誕生日は9月25日。身長180cm。
叔父の汐田澄がいる国語科準備室のソファーでよく休んでいる。
エリーの父からは「顔面偏差値80」と評される。

### 藤高校
三崎紗羅（みさき さら）
声 - 大西沙織、演 - 白宮みずほ
図書だよりに載っていたエリーの『エレーヌの窓』の本の感想を見て、エリーに声をかける。
趣味は裁縫でロココ調の服を作っている。
現実の男性が苦手。容姿は「かわいい」「美人」と形容され、他の学年や他校の男子生徒から声をかけられるが、基本は無視か塩対応。
オミのことは衣装を作る上で理想的な体型をしていると評し、たびたび自作の服を着させようとしているが、それ以上の興味はない。
高城礼雄とは幼馴染で同じマンションに住んでいるが、学校では話しかけられたくない様子。
生徒手帳に故人のフランス人の肖像画を入れていて、「高校卒業後は留学でパリに行きロベール伯爵の墓石に初キスを捧げる」と語る。
高城礼雄（たかぎ れお）
声 - 林勇、演 - 綱啓永
エリー達より学年が一つ上の先輩。見た目は金髪にピアスの「ゴリゴリのヤンキー」だが、成績は学年1位。
紗羅とは幼馴染で紗羅からはレオと呼ばれる（以降、「レオ」と表記）。同じマンションの305号室に住んでいる。
幼い頃いじめられる自分を守ってくれたことから紗羅が好き。紗羅の塩対応にもめげない様子。
男なら惚れた女を守り通すといった漢気に溢れ、紗羅を陰ながら守る。
猫アレルギー。
要陽一郎（かなめ よういちろう）
声 - 榎木淳弥、演 - 西村拓哉
ゲームに夢中で現実世界に興味がなかったが、エリーに惹かれていく。
エリーをめぐり、オミとはライバルの関係だったが、同じガソリンスタンドでアルバイトをするうちに友情を培っていく。
汐田澄（しおた すみ）
声 - 興津和幸、演 - 小関裕太
国語教師。
オミの叔父。エリーのクラスの担任。エリーとオミの二人の関係を見守る。
オミが幼い頃から、仕事で忙しいオミの両親（自身の姉夫婦）に代わって面倒を見ていた。
山田（やまだ）
オミと同じクラス。保健室でオミの手当てをするエリーを保健委員だと勘違いする。
小谷まりあはオミに好意を寄せていると思っている。
小谷まりあ（こたに まりあ）
オミと同じクラス。カラオケでエリーに強く当たる。
藤堂アヤカ（とうどう アヤカ）
声 - 井上麻里奈
レオと同じクラスの美人な先輩。バイト先もレオと同じガソリンスタンド。
両親が元ヤンキーで、父はエンパイアという暴走族の頭だった。
出身中学はヤンキーが多いことで有名だった模様。猛勉強して進学校である藤高校に入学した。
田中さん
エリーを西村さんと呼び、オミがらみの用事でたびたび「一生のお願い」を使って園芸委員や掃除当番をエリーに押し付ける。

### 西高校
青葉洸
声 - 白井悠介、演 - 藤本洸大
オミと同じ中学の同級生。秋祭りで偶然会いエリーと知り合う。
爽やかイケメン高校生。しかし本人曰く、中学時代はヒョロくて運動も勉強もダメだったらしく「高校デビューみたいなもの」と語る。

### 市村家
エリーの父
自分に似て不器用で引っ込み思案なエリーのことを心配し、娘とオミとの交際に複雑な思いを抱く。
堅実な地方公務員。
エリーの超絶ポジティブ妄想は父譲り（2巻おまけ漫画）。
エリーの母
初対面のオミに連絡先を渡すなど積極性がある。
市村 麻莉子（いちむら まりこ）
エリーの妹。姉と違って、母似で要領が良い。
姉のエリーが地味で冴えない高校生活を送っていると思い哀れんでいた。

### 近江家
近江千春（おうみ ちはる）
オミの母。澄の姉。看護師をしている。

### 汐田家
汐田さくら（しおた さくら）
澄の娘で、オミの従姉妹。中学一年生。年齢よりも大人びている。
汐田百合（しおた ゆり）
澄の妻。さくらとすみれの母。9巻で登場。
澄と同様、オミのことは昔から知っていて、
悩むエリーの話に耳を傾ける。
汐田すみれ（しおた すみれ）
澄の娘。9巻で誕生した。

## 書誌情報

### 単行本
- 藤もも『恋わずらいのエリー』 講談社〈KCデザート〉、全13巻
  1. 2015年11月13日発売、ISBN 978-4-06-365844-6
  2. 2016年4月13日発売、ISBN 978-4-06-365861-3
  3. 2016年9月13日発売、ISBN 978-4-06-365878-1
  4. 2017年2月13日発売、ISBN 978-4-06-365893-4
  5. 2017年9月13日発売、ISBN 978-4-06-365922-1
  6. 2018年3月13日発売、ISBN 978-4-06-511116-1
  7. 2018年8月9日発売、ISBN 978-4-06-512516-8
  8. 2019年1月11日発売、ISBN 978-4-06-514206-6
  9. 2019年6月13日発売、ISBN 978-4-06-516037-4
  10. 2019年11月13日発売、ISBN 978-4-06-517610-8
  11. 2020年5月13日発売、ISBN 978-4-06-519415-7
  12. 2020年10月13日発売、ISBN 978-4-06-520975-2
  13. 2024年4月12日配信※電子書籍のみ[3]

## 関連商品

### ドラマCD
- #妄想ツイートは恋のはじまり（2020年5月13日、SugarHz）[7][11]

## 実写映画
宮世琉弥と原菜乃華主演で2024年3月15日に公開。映画の公開に先立ち、2月13日に「バレンタイン♡スペシャルイベント」、3月14日に「前夜祭イベント」が開催。その他、入場者特典として3月15日から17日限定でチェキアルバム風ステッカーが劇場で配布された。
また、宮世と原が共演するのはテレビドラマ『ナイト・ドクター』と『村井の恋』に続き3作目となる。
原菜乃華は、監督から「もっとやって！」と変顔を要求され、レパートリーを増やす取り組みを行なった。
2024年8月28日にBlu-rayとDVDが発売予定。

### キャスト
- 近江章：宮世琉弥[13]
- 市村恵莉子：原菜乃華[13]
- 要陽一郎：西村拓哉[13]
- 三崎紗羅：白宮みずほ[13]
- 青葉洸：藤本洸大[13]
- 高城礼雄：綱啓永[13]
- 汐田澄：小関裕太[18]
- 生徒：NiziU[19]、徳永智加来
- ミヒャエル様[注 2]：小手伸也（友情出演）[20]

### スタッフ
- 原作：藤もも『恋わずらいのエリー』（講談社「デザートKC」刊）
- 監督：三木康一郎[13]
- 脚本：おかざきさとこ[21]
- 音楽：林イグネル小百合[22]
- 主題歌：NiziU「SWEET NONFICTION」（エピックレコードジャパン）[23]
- 製作：高橋敏弘、桑原勇蔵
- 製作統括：吉田繁暁、佐藤貴博
- エグゼクティブプロデューサー：新垣弘隆、飯沼伸之
- 企画・プロデューサー：田渕みのり、古林茉莉
- 撮影：川島周
- 照明：本間大海
- 美術：西村貴志
- 録音：栗原和弘
- 編集：西潟弘記
- 装飾：佐藤孝之
- 衣装：城宝昭子
- ヘアメイク：吉村英里
- 選曲：長澤佑樹
- 音響効果：本郷俊介
- VFXプロデューサー：浅野秀二
- VFXディレクター：横石淳
- 記録：杉原奈々子
- 助監督：塩入秀吾
- 音楽プロデューサー：高石真美
- 宣伝プロデューサー：成澤菜応、真保麻希子
- 製作担当：天野佑亮
- ラインプロデューサー：前場恭平
- プロダクションマネージャー：山田彰久
- 配給：松竹
- 制作プロダクション：松竹撮影所
- 制作協力：松竹映像センター
- 製作：「恋わずらいのエリー」製作委員会（松竹、日本テレビ放送網、読売テレビ放送、ジェイアール東日本企画、講談社、S・D・P、札幌テレビ放送、宮城テレビ放送、静岡第一テレビ、中京テレビ放送、広島テレビ放送、福岡放送）

### 評価
2024年3月18日に発表された週末興行成績ランキングでは初登場第6位にランクインし、4週連続TOP10入りを果たした。

### 関連商品
- 恋わずらいのエリー オリジナル・サウンドトラック（2024年3月13日、松竹音楽出版）